# Мирс, Ли
Ли Эндрю Мирс (англ. Lee Andrew Mears, родился 5 марта 1979 года в Торки) — английский регбист, выступавший на позиции хукера. Всю игровую карьеру провёл за «Бат».

## Биография

### Клубная карьера
Учился в Колстонской школе и Пейнтонской спортивной академии. Воспитанник клуба «Торки Атлетик», Мирс провёл всю свою основную игровую карьеру с 1998 по 2013 годы за английский клуб «Бат». В 2006 году на турнире в Миддлсексе по регби-7 был капитаном команды «Бат». В 2007 году дошёл с командой до финала Европейского кубка вызова, проиграв французскому клубу «Клермон-Овернь» 16:22, но через год в финале с «Батом» уже праздновал победу 24:16 над «Вустер Уорриорз».
В апреле 2010 года сыграл 200-й матч за «Бат» (встреча против «Сейл Шаркс»). 11 февраля 2013 года объявил о вынужденном завершении игровой карьеры после того, как у него была диагностирована сердечная аномалия.

### Карьера в сборной
Мирс играл в сборных Англии U-16 и U-18, которые организовали турне по Австралии в 1997 году и не потерпели там ни одного поражения, а также в сборных U-19 и U-21, причём с командой U-21 он сыграл три матча на чемпионате мира в Новой Зеландии. Позже Мирс привлекался во вторую сборную, известную как «Ингленд Сэксонс», и выступал с ней на Кубке Черчилля в 2004 и 2005 годах. 26 ноября 2005 года дебютировал в матче на «Туикенеме» против Самоа.
Со сборной Англии в 2007 году Мирс стал серебряным призёром чемпионата мира во Франции, однако в команде проигрывал конкуренцию Марку Регану. В 2008 году сыграл два заключительных матча Кубка шести наций; осенью 2008 года и на Кубке шести наций 2009 года отбил место в команде у Дилана Хартли и Джорджа Чатера. 8 ноября 2008 года в матче против «Пасифик Айлендерс» занёс свою первую попытку (победа 39:13).
В 2009 году Мирс участвовал в турне «Британских и ирландских львов» по ЮАР, вышел на первый тест-матч в Дурбане против «Спрингбокс» 20 июня, однако провёл неубедительно, уступая в борьбе Виктору Мэтфилду, и в двух оставшихся тест-матчах против ЮАР не играл. В совокупности с полученной травмой колена осенью 2009 года из расположения сборной выбыл надолго, проиграв конкуренцию Хартли и Стиву Томпсону. В июне 2010 года в Перте в неофициальном матче против команды «Австралийские Варвары» (англ. Australian Barbarians) снова занёс попытку.
Мирс был включён в заявку англичан на чемпионат мира 2011 года, но сыграл всего один матч против Румынии, а англичане покинули турнир в четвертьфинале. Он получил определённый кредит доверия от Стюарта Ланкастера, однако в команде долго не продержался. 23 июня 2012 года, после третьего тест-матча против ЮАР (также им был сыгран первый тест-матч), Мирс объявил об уходе из сборной.

### Стиль игры
Был сильным при розыгрыше коридоров и в схватках, отличался напором в атаке; считался одним из лучших хукеров чемпионата Англии.

### Вне регби
Член Общества деревянной ложки (англ. Wooden Spoon Society), занимающегося помощью лицам с ограниченными возможностями. Увлекается кулинарией, болельщик ФК «Астон Вилла». Владелец кофейни, в которой некоторое время работал его одноклубник и коллега по сборной Мэтт Стивенс, отстранённый на два года за употребление кокаина.